# داريل هاين
داريل هاين هو شاعر كندي، ولد في 24 فبراير 1936 في برنابي في كندا، وتوفي في 20 أغسطس 2012 في إيفانستون في الولايات المتحدة.